# Вильман, Бенедикт
Бенедикт Вильман (нем. Benedikt Willmann; 8 декабря 1783, Кёльн — 13 февраля 1844, Кёльн) — немецкий переводчик и педагог.
В 1803—1806 гг. изучал философию, эстетику и право в Гёттингенском университете. Вернувшись в Кёльн, впервые занялся переводом, работая над созданием немецкого текста французского Коммерческого кодекса. С 1808 г. преподавал в школе в городе Венрай, одновременно работая над немецким переводом Кодекса Наполеона. В 1810—1812 гг. служил домашним учителем у барона фон дер Буша в Золингене. Затем был вызван в Париж, где занял должность императорского переводчика на немецкий язык. В 1814 году вернулся в Германию и преподавал в Кёльне древние литературы. С 1839 года в отставке.
Основные труды Вильмана — выпущенный в 1825 году немецкий перевод эпиграмм Марциала и изданная в 1831 году «Аргонавтика» Аполлония Родосского, за перевод которой Вильман годом позже был награждён золотой медалью короля Пруссии.